# Filozofska fakulteta v Novem Sadu
Filozofska fakulteta (izvirno srbsko Filozofski fakultet u Novom Sadu), s sedežem v Novem Sadu, je fakulteta, ki je članica Univerze v Novem Sadu.
Trenutna dekanka je prof. dr. Marija Kleut. 